# IC 1033
IC 1033 је елиптична галаксија у сазвјежђу Волар која се налази на листи објеката дубоког неба у Индекс каталогу.
Деклинација објекта је + 47° 56' 16" а ректасцензија 14h 34m 41,8s. Привидна величина (магнитуда) објекта IC 1033 износи 14,2 а фотографска магнитуда 15,2. IC 1033 је још познат и под ознакама CGCG 248-7, PGC 52099.